# Olcanabates calcaratus
Olcanabates calcaratus är en tvåvingeart som först beskrevs av Günther Enderlein 1911.  Olcanabates calcaratus ingår i släktet Olcanabates och familjen fritflugor. Inga underarter finns listade i Catalogue of Life.